# Kozárovce
Kozárovce jsou obec na Slovensku ležící v okrese Levice v Nitranském kraji. Žije v ní přibližně 2 100 obyvatel.

## Historie
Osídlení oblasti je archeologickými nálezy doloženo již z období neolitu. V době Velké Moravy zde v lokalitě Hrádze (Festunok) stávalo hradiště, které chránilo vstup do Pohroní. Zaniklo v 10. století. První písemná zmínka o Kozárovcích pochází z roku 1075, kdy vesnici daroval král Gejza I. opatství v Hronském Beňadiku. Ve středověku vesnice, vzhledem ke strategické poloze, trpěla vpády Tatarů a později Turků. Obyvatelé se živili především zemědělstvím.
V roce 1912 byla vybudovaná železniční trať Zlaté Moravce – Kozárovce a později se tato stala součástí tratě spojující Bratislavu s Pohroním a Košicemi.

## Přírodní poměry
Obec leží na pravém břehu Hronu ve východním části Pohronské pahorkatiny. Západní okraj Štiavnických vrchů na druhé straně Hronu zde dotváří tzv. Slovenskou bránu. Obec leží na severním okraji okresu Levice, který se zde stýká s okresy Zlaté Moravce a Žarnovica.
Správní území obce má ráz pahorkatiny, protéká jím několik potoků. Na Čaradickém potoku byla vybudovaná vodní nádrž. Přírodní podmínky umožňují pěstování vinné révy. Obec leží na severní hranici jejího pěstování na Slovensku. Z dřevin převažuje dub.

## Pamětihodnosti
- římskokatolický kostel sv. Filipa a Jakuba z 16. století
- barokní hřbitovní kaple z 18. století

## Společnost
V obci se udržují lidové tradice, působí zde několik folklorních souborů (Vretienko, Praslica, Matičiar) a ochotnícké divadlo.